# Божковское сельское поселение
Божко́вское се́льское поселе́ние — муниципальное образование в Красносулинском районе Ростовской области Российской Федерации.
Административный центр — хутор Божковка.

## Состав сельского поселения
| №  | Населённый пункт | Тип населённого пункта        | Население |
| -- | ---------------- | ----------------------------- | --------- |
| 1  | Божковка         | станция                       | 50        |
| 2  | Божковка         | хутор, административный центр | ↘1166     |
| 3  | Володарский      | хутор                         | 189       |
| 4  | Грязновка        | хутор                         | 199       |
| 5  | Калинов          | хутор                         | 0         |
| 6  | Колонка          | посёлок                       | 45        |
| 7  | Обухов № 4       | хутор                         | 397       |
| 8  | Обухов № 7       | хутор                         | 21        |
| 9  | Тополевый        | посёлок                       | 1522      |
| 10 | Чекунов          | хутор                         | 172       |
| 11 | Чернецов         | хутор                         | 426       |

## Население
| 2010  | 2012  | 2013  | 2014  | 2015  | 2016  | 2017  |
| ----- | ----- | ----- | ----- | ----- | ----- | ----- |
| 4187  | ↘4077 | ↘4006 | ↘3968 | ↘3899 | ↘3849 | ↘3797 |
| 2018  | 2019  | 2020  | 2021  |       |       |       |
| ↗3828 | ↘3790 | ↘3730 | ↗3740 |       |       |       |